# Amblyglyphidodon ternatensis
Amblyglyphidodon ternatensis är en fiskart som först beskrevs av Bleeker, 1853.  Amblyglyphidodon ternatensis ingår i släktet Amblyglyphidodon och familjen Pomacentridae. Inga underarter finns listade i Catalogue of Life.